# Audi 100/200/5000
De Audi 100 was een auto uit de hogere middenklasse van het Duitse merk Audi. Het model werd van 1968 tot 1994 geproduceerd in vier modelseries. De Audi 200 was een luxueuzere en krachtigere uitvoering van de Audi 100-serie, met zaken als airco (met climate control), elektrisch bedienbare ramen en meestal een turbo. Dankzij die turbo waren de 200-C2 en de 200-C3 de snelste massageproduceerde zakensedans van hun tijd.
De Audi 5000 werd van 1978 tot 1989 in Noord-Amerika als naam gebruikt voor de Audi 100, daarna heette de auto er ook gewoon 100 en 200. In Zuid-Afrika en China werd Audi 400 gebruikt als naam voor de Audi 100 en Audi 500 als naam voor de Audi 200.

## Kenmerken
De serie was verkrijgbaar in twee uitvoeringen, een sedan en een stationwagen (Avant). Van de eerste en tweede modelserie was de sedan ook in tweedeursversie (coach) beschikbaar. Tevens was er van de eerste modelserie een coupé verkrijgbaar. Kenrmerkend waren de vele uitvoeringen met 5 cilinders, al waren er ook 4- en 6-cilinder modellen. Op basis van de Audi 200 werd de Audi V8 ontwikkeld.
Met de Audi 100 C3 bereikte Audi in 1982 een wereldrecord in aerodynamica met een Cw-waarde van 0,30. De Audi 100 C4 werd in 1994 opgevolgd door de Audi A6 en S6. De eerste A6 was nauwelijks meer dan een facelift van de laatste 100.

## Modellen
| Model                               | Periode       | Foto |
| ----------------------------------- | ------------- | ---- |
| Audi 100 C1 Typ F104                | 1968 tot 1976 |      |
| Audi 100 C2 (USA: Audi 5000) Typ 43 | 1976 tot 1982 |      |
| Audi 100 C3 (USA: Audi 5000) Typ 44 | 1982 tot 1991 |      |
| Audi 100 C4 Typ 4A                  | 1990 tot 1994 |      |